# Province de Chincheros
La province de Chincheros (Provincia de Chincheros en espagnol) est l'une des sept provinces de la région d'Apurímac, au sud du Pérou. Son chef-lieu est la ville de Chincheros.

## Géographie
La province couvre 1 242,33 km2 et se trouve au nord-ouest de la région. Elle est limitée à l'ouest et au nord par la région d'Ayacucho, à l'est et au sud par la province d'Andahuaylas.

## Population
La population de la province s'élevait à 52 317 habitants en 2005.

## Subdivisions
La province de Chincheros est divisée en huit districts :
- Anco-Huallo
- Chincheros
- Cocharcas
- Huaccana
- Ocobamba
- Ongoy
- Uranmarca
- Ranracancha